# Филип I фон Брауншвайг-Грубенхаген
Филип I фон Брауншвайг-Грубенхаген (на немски: Philipp I, Herzog von Braunschweig-Grubenhagen; * 1476; † 4 септември 1551, Херцберг), от фамилията на Велфите (Стар Дом Брауншвайг), е херцог на Брауншвайг-Люнебург‎ и княз в Княжество Грубенхаген от 1494 до 1551 г.

## Живот
Той е вторият син на херцог Албрехт II фон Брауншвайг-Грубенхаген (1419 – 1485) и съпругата му графиня Елизабет фон Валдек (1455 – 1513), дъщеря на граф Фолрад фон Валдек (1399 – 1475) и Барбара фон Вертхайм. Неговите братя са Ернст, който умира скоро след баща му, и по-малкият Ерих (1478 – 1532), който е от 1508 г. княз-епископ на Оснабрюк и Падерборн, през 1532 г. избран и за епископ на Мюнстер, но умира на 14 май същата година.
След смъртта на баща му на 15 август 1485 г. Филип I е първо под опекунството на братовчед му Хайнрих IV и майка му Елизабет. През 1494 г. той поема управлението. През 1510 г. дворецът Херцберг е разрушен почти целия при пожар. През зимата 1513/1514 г. той подкрепя Хайнрих I фон Брауншвайг-Волфенбютел при похода му. След смъртта на бездетния му братовчед Хайнрих IV фон Брауншвайг-Грубенхаген през декември 1526 г. Филип наследява неговата част от Княжество Грубенхаген и така управлява сам цялата територия на княжеството.
Филип е привърженик на реформацията и реформира манастирите в своето княжество. През 1546 г. той участва със синовете си през Шмалкалденската война в поход в Южна Германия. Така той получава конфликти с император Карл V. През 1548 г. той е освободен от наказанието и отново поставен на старата му позиция.
Филип е последният от фамилията Грубенхаген, който носи титлата „Херцог фон Брауншвайг“. Неговите наследници носят титлата „Херцог цу Брауншвайг и Люнебург“. След смъртта му през 1551 г. той е последван в управлението първо от сина му Ернст, след неговата смърт през 1567 г. следва синът на Филип Волфганг. Когато той умира през 1595 г. без мъжки наследник, следва синът на Филип със същото име Филип II. С неговата смърт без деца през следващата година измира линията Грубенхаген на Велфите.
Филип е погребан в църквата „Св. Егидиен“ в Остероде в Харц, Долна Саксония.
- Филип, херцог фон Грубен
- Църквата „Св. Егидиен“ в Остероде (Харц)

## Деца
Филип I се жени два пъти. С първата си съпруга той има едно дете. Тя умира през 1509 г. вероятно при раждане.
- Филип (1509 – 1512)

Втори път той се жени 1517 г. за Катерина фон Мансфелд-Фордерорт (* 1 октомври 1501; † 1535), най-възрастната дъщеря на граф Ернст II фон Мансфелд-Фордерорт (1479 – 1531) и съпругата му Барбара фон Кверфурт, и има децата:
- Ернст III (IV) (* 17 декември 1518, † 2 април 1567), херцог на Брауншвайг-Грубенхаген
- Елизабет (* 18 март 1520, † 1520)
- Албрехт (* 20 октомври 1521, † 20 октомври 1546, убит при Гинген)
- Филип (* 10 юни 1523, † 1531)
- Катарина (* 30 август 1524, † 24 февруари 1581), омъжена I. на 12 февруари 1542 г. за херцог Йохан Ернст фон Саксония-Кобург (1521 – 1553); II. на 4 декември 1559 г. за граф Филип I фон Шварцбург-Лойтенберг († 1564)
- Йохан (* 28 май 1526, † 2 септември 1557, убит в битка във Франция)
- Барбара (* 25 януари 1528, † 1528)
- Волфганг (* 6 април 1531, † 14 март 1595), херцог на Брауншвайг-Грубенхаген
- Филип II (* 2 май 1533, † 4 април 1596), херцог на Брауншвайг-Грубенхаген